# Cmentarz żydowski w Błoniu
Cmentarz żydowski w Błoniu – kirkut znajdujący się przy obecnej ul. Polnej w Błoniu. Ma powierzchnię 0,45 ha.
Został założony w XIX wieku. Podczas II wojny światowej uległ dewastacji, która była kontynuowana w latach powojennych. Do naszych czasów zachowało się jedynie kilka macew i słupy bramy cmentarnej. W 1989 obiekt wpisano do rejestru zabytków.
Pod koniec kwietnia 2013 roku ostatnie zachowane nagrobki zostały rozbite przez nieznanego sprawcę.